# Жигаловка (Винницкая область)
Жига́ловка (укр. Жигалівка) — село в Калиновском районе Винницкой области Украины. 
Расположено на левом берегу реки Сниводы — левого притока Южного Буга.
Код КОАТУУ — 0521682003. Население по переписи 2001 года составляет 609 человек. Почтовый индекс — 22423. Телефонный код — 4333.
Занимает площадь 1,903 км².
В селе действует храм Святой Параскевы Калиновского благочиния Винницкой епархии Украинской православной церкви.

## Адрес местного совета
22423, Винницкая область, Калиновский р-н, с. Жигаловка, ул. Ленина, 24